# (6709) Hiromiyuki
(6709) Hiromiyuki es un asteroide perteneciente al cinturón de asteroides, región del sistema solar que se encuentra entre las órbitas de Marte y Júpiter, descubierto el 2 de febrero de 1989 por Masaru Arai y el astrónomo Hiroshi Mori desde el Observatorio Yorii en Yorii, Japón.

## Designación y nombre
Designado provisionalmente como 1989 CD. Fue nombrado por Hiroyuki (n. 1991) y Miyuki Mori (n. 1993) quienes son hijo e hija del segundo descubridor.

## Características orbitales
Hiromiyuki está situado a una distancia media del Sol de 2,348 ua, pudiendo alejarse hasta 2,727 ua y acercarse hasta 1,969 ua. Su excentricidad es 0,161 y la inclinación orbital 1,827 grados. Emplea 1314,07 días en completar una órbita alrededor del Sol.

## Características físicas
La magnitud absoluta de Hiromiyuki es 14,02. Tiene 3,975 km de diámetro y su albedo se estima en 0,338. 